# Trávnický vrch
Trávnický vrch je zalesněná znělcová hora o nadmořské výšce 571 m v Lužických horách na severu České republiky, asi 1 km západně od vesnice Trávník u Cvikova na Českolipsku.

## Popis hory
Hora o nadmořské výšce 571 metrů je popisována jako zalesněný znělcový vrch, který je porostlý smrkovými lesy. Je protáhlým neovulkanickým sukem, v němž je řada skalních útvarů vzniklým postupným zvětráváním.
Krajina včetně kopce je pod správou CHKO Lužické hory, patří do okresu Česká Lípa. Kopec je na katastru Trávník u Cvikova 618110.

## Cestovní ruch
Přímo na vrchol již značené cesty vedeny nejsou. V údolí na JV straně je silnice z Cvikova přes Křížovou cestu do obce Trávník a zde je využita i jako trasa pro pěší turisty vyznačená modře. Silnicí vede také cyklotrasa 3063. Údolí odděluje Trávnický vrch od o něco vyššího Zeleného vrchu na jihovýchodě.
V údolí na SZ straně, které odděluje Trávnický vrch od vyšších, severně ležících hor Suchý vrch a Kobyla, je vytyčena červeně značená dálková trasa KČT od Nového Boru přes Klíč do severních partií Lužických hor.
Neznačené cesty k vrcholovým partiím jsou jak od zříceniny hradu Milštejna, tak z vesnice Trávník.